# Nagari Koto Laweh (Lembang Jaya)
Nagari Koto Laweh is een bestuurslaag in het regentschap Solok van de provincie West-Sumatra, Indonesië. Nagari Koto Laweh telt 4877 inwoners (volkstelling 2010).